# Cantón de Pont-Croix
El cantón de Pont-Croix era una división administrativa francesa, que estaba situada en el departamento de Finisterre y la región de Bretaña.

## Composición
El cantón estaba formado por doce comunas:
- Audierne
- Beuzec-Cap-Sizun
- Cléden-Cap-Sizun
- Confort-Meilars
- Esquibien
- Goulien
- Île-de-Sein
- Mahalon
- Plogoff
- Plouhinec
- Pont-Croix
- Primelin

## Supresión del cantón de Pont-Croix
En aplicación del Decreto n.º 2014-151 de 13 de febrero de 2014, el cantón de Pont-Croix fue suprimido el 22 de marzo de 2015 y sus 12 comunas pasaron a formar parte del nuevo cantón de Douarnenez.